# Bleu Alcian

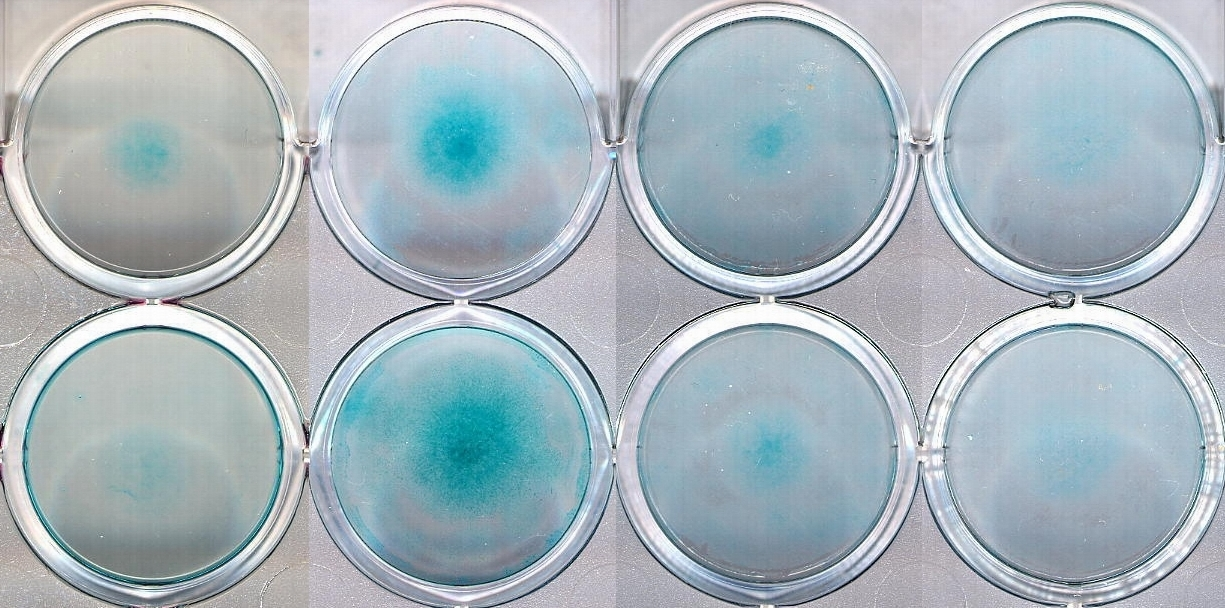
Culture de micromasses de cellules C3H-10T1/2 à différentes tensions d'oxygène, colorées au bleu alcian.

Le bleu alcian, aussi appelé bleu alcian 8GX, Ingrain Blue 1 ou C.I. 74240, est un colorant de la famille du phtalocyanine. Il est principalement utilisé pour des colorations histologiques. Il adhère aux macromolécules chargées négativement.